# Béatrice de Świdnica
Béatrice de Świdnica (en polonais : Beatrycze Świdnicka ; en allemand : Beatrix von Schweidnitz), dite parfois Béatrice de Silésie, née vers 1290 et morte le 25 août 1322 à Munich, est une princesse polonaise issue de la dynastie des Piast en Silésie. Par son mariage avec Louis IV elle devient duchesse de Bavière et fut reine consort de Germanie de 1314 à sa mort.

## Famille
Béatrice est la seconde fille du duc silésien Bolko Ier de Świdnica et de son épouse Béatrice d'Ascanie  († 1316), fille du margrave Othon V de Brandebourg. Béatrice est la 4e des onze enfants de ses parents. Sa fratrie inclut les ducs Bernard de Świdnica, Henri de Jawor et Bolko II de Ziębice, ainsi que Judith (Jutta), l'épouse du duc Étienne Ier de Bavière.
Sept années après la mort de son père en 1301 et la naissance posthume de sa sœur Anne, sa mère se remarie avec un autre Piast, le duc silésien Władysław de Bytom. Du fait de cette nouvelle union, Béatrice et ses frères et sœurs ont un demi-frère, Casimir de Koźle et une demi-sœur, Euphemia, épouse du duc Conrad Ier d'Oleśnica.
À la mort de leur père, Béatrice et sa fratrie est placé sous la tutelle de leur oncle maternel, le margrave Hermann Ier de Brandebourg jusqu'en 1305, quand l'aîné des fils de Bolko Ier, Bernard, assume le gouvernement de ses domaines et la garde de ses frères et sœur cadets dont Béatrice qui grandit au couvent des clarisses à Strzelin.

## Mariage
Comme son frère Bernard recherche à confirmer son alliance avec les ducs de Bavière, il négocie le mariage de Béatrice avec Louis IV, en ce temps prince souverain de Haute-Bavière. Les noces interviennent le 14 octobre 1308/1311. Pendant son mariage, Béatrice donne naissance à six enfants, dont seulement trois atteignent l'âge adulte : Mathilde, Louis V et Étienne II.
Le duc Louis IV est élu roi des Romains le 20 octobre 1314 et le couple est couronné roi et reine de Germanie par Pierre d'Aspelt, archevêque de Mayence à la cathédrale d'Aix-la-Chapelle le 25 novembre. Toutefois, une autre faction des princes élit Frédéric le Bel, duc d'Autriche, comme roi. Les deux rivaux entre dans en conflit qui dure jusqu'à la mort de Frédéric en 1330. Béatrice devient donc l'une des deux reines rivales de Germanie avec Isabelle d'Aragon, l'épouse de Frédéric. 
Béatrice meurt bien longtemps avant que son époux ne reçoive la couronne d'empereur du Saint-Empire en 1328. Selon les chroniques de l'abbaye de Fürstenfeld, elle fut enterrée à la chapelle de la Vierge, la construction précédente de la cathédrale Notre-Dame de Munich. Deux ans après son décès, Louis IV se remarie avec Marguerite II de Hainaut.

## Postérité

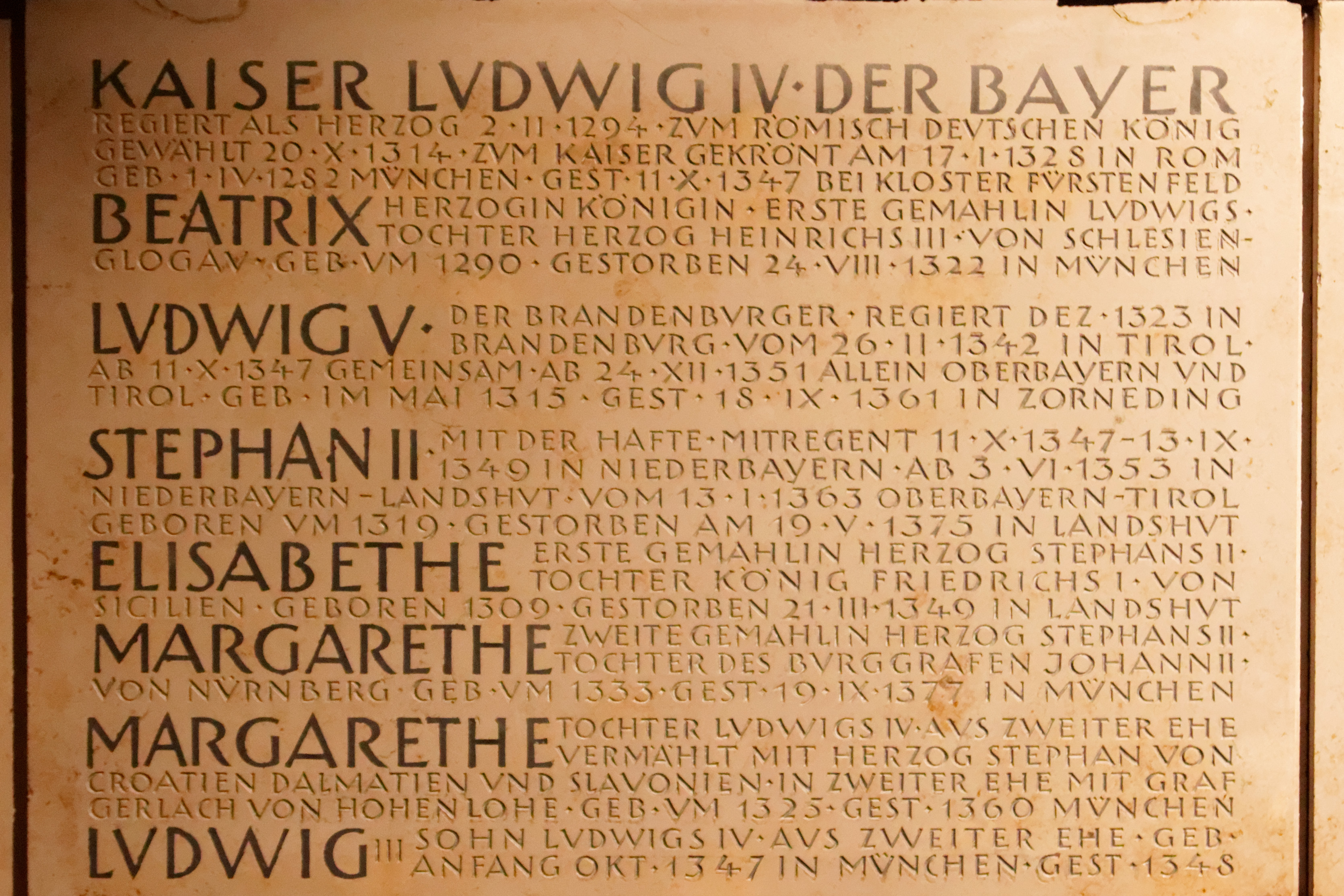
Plaque commémorative à la cathédrale Notre-Dame de Munich.

Louis et Béatrice ont six enfants dont seulement trois atteignent l'âge adulte :
- Mathilde (1313–1346), qui épouse le margrave Frédéric II de Misnie
- un enfant († 1314?)
- Louis V (1315-1361), margrave de Brandebourg, comte de Tyrol, duc de Bavière
- Anne (1316–1319)
- Agnès († 1318?)
- Étienne II (1319-1375), duc de Bavière.